# (4270) Juanvictoria
(4270) Juanvictoria (1975 TJ6) – planetoida z pasa głównego asteroid okrążająca Słońce w ciągu 3,65 lat w średniej odległości 2,37 j.a. Odkryta 1 października 1975 roku.